# Expedition (Schiff)
Die Expedition ist ein vom kanadischen Reiseanbieter G Adventures eingesetztes Expeditionskreuzfahrtschiff, das 1972 als Fähre unter dem Namen Kattegat in Dienst gestellt wurde.

## Geschichte
Die Kattegat wurde auf der Helsingør Skibsværft in Helsingør gebaut und am 17. Juli 1972 für die Jydsk Færgefart A/S in Dienst gestellt. In seiner Dienstzeit als Fähre wurde das Schiff mehrfach umbenannt und auf verschiedenen Routen eingesetzt. Zu seinen Eignern gehörten unter anderem Normandy Ferries, Townsend Thoresen sowie die Viking Line. Zuletzt war es als Ålandsfärjan zwischen Schweden, Åland und Finnland im Einsatz.
Im Winter 2008/2009 wurde das Schiff zu einem Expeditionskreuzfahrtschiff speziell für den Einsatz in polaren Regionen umgebaut. Eingesetzt wird es vom kanadischen Kreuzfahrtanbieter G Adventures. Von Juni bis September 2009 war es an Hurtigruten verchartert und wurde für Expeditionskreuzfahrten um Spitzbergen eingesetzt.
Die Expedition verfügt über 58 Außenkabinen, in denen maximal 134 Passagiere untergebracht werden können. Alle Kabinen sind mit Bad und WC ausgestattet. Eine Panoramalounge, ein Restaurant und ein Vortragsraum gehören ebenso zur Ausstattung, wie ein Fitnessraum, eine Bibliothek und eine Bar. 